# Teofilo Spasojević
Teofilo Spasojević (ur. 21 stycznia 1909 w Belgradzie, zm. 28 lutego 1970 tamże) – jugosłowiański piłkarz, reprezentant kraju, grający na pozycji pomocnika.

## Kariera piłkarska
Spasojević zaczął grać w młodzieżowej drużynie SK Jugoslavija Belgrad, przed dołączeniem do pierwszej drużyny w 1929. Barwy Jugoslaviji reprezentował do 1935 u boku Milutina Ivkovicia, którego para uznawana jest za najlepszy duet defensywny w przedwojennej jugosłowiańskiej piłce nożnej. Łącznie w barwach klubu rozegrał 110 meczów. 
Spasojević po raz pierwszy w reprezentacji Jugosławii wystąpił 6 maja 1928 w wygranym 3:1 spotkaniu z Rumunią. W 1930 został powołany przez trenera Boško Simonovicia na Mistrzostwa Świata w Urugwaju. Jego reprezentacja zajęła na turnieju 4. miejsce, a on sam spędził turniej na ławce rezerwowych.
Po raz drugi i ostatni w reprezentacji zagrał 3 sierpnia 1930 w przegranym 1:3 spotkaniu z Argentyną.
| Mecze i gole w reprezentacji | Mecze i gole w reprezentacji | Mecze i gole w reprezentacji | Mecze i gole w reprezentacji | Mecze i gole w reprezentacji | Mecze i gole w reprezentacji | Mecze i gole w reprezentacji |
| #                            | Data                         | Miasto                       | Przeciwnik                   | Gol                          | Wynik                        | Rozgrywki                    |
| ---------------------------- | ---------------------------- | ---------------------------- | ---------------------------- | ---------------------------- | ---------------------------- | ---------------------------- |
| 1.                           | 06.05.1928                   | Belgrad                      | Rumunia                      |                              | 3:1                          | Puchar Króla Aleksandra I    |
| 2.                           | 03.08.1930                   | Buenos Aires                 | Argentyna                    |                              | 1:3                          | towarzyski                   |